# Jan Wunder
Jan Wunder, celým jménem Jan Albert Josef Wunder, (8. dubna 1811 Kvasice – 20. července 1889 Nová Dědina) byl od roku 1837 revírním lesníkem na Nové Dědině.
Ve volném čase se věnoval včelaření a pěstování ovocných stromů.
Vyvinul včelí úl s pohyblivými plástvemi na loučkách, který se stal vzorem pro spolkový úl moravských včelařů, tzv. „moravský spolkový stojan“,
ale tento objev je připisován Janu Dzierżonovi.
Vymyslel také tzv. „razítko“ základu včelí plástve (zvanou mezistěna), které už v roce 1850 vystavoval na první včelařské výstavě v Brně, ale i tento vynález je přisuzován jinému člověku, německému včelaři Johannu Mehringovi.
Zasloužil se o stavbu silnice z Kvasic přes Novou Dědinu do Kostelan.

## Život

### Dětství v Kostelanech
Jan Wunder byl prvorozeným synem Jana Wundera, myslivce v kvasickém panském revíru, a jeho ženy Františky roz. Symonové, kteří tou dobou žili ve Kvasicích na čísle popisném 12, kde byla později postavena stará škola. Brzy po Janově narození se rodina přestěhovala na hájovnu na Nové Dědině, kde se narodili jeho čtyři sourozenci. Po roce 1818 se rodina přestěhovala do další hájovny v Kostelanech, kde Jan prožil následujících 20 let.
Toto období pro něj nebylo lehké, protože v roce 1821 umřel jeho tříletý bratr František, v únoru 1822 jeho rok a půl stará sestra a v červenci téhož roku v třiceti letech jeho matka Františka. Jeho otec se v lednu 1823 oženil s Teklou Střížovou, dcerou kováře z Buchlovic, a měl s ní tři děti. V roce 1827 však otec umřel ve věku 46 let.
Jan Wunder byl nadaný žák, a proto ho v deseti letech otec poslal studovat na Piaristické gymnázium v Kroměříži. Po otcově smrti musel gymnázium opustit a nastoupil na jeho místo jako lesnický učeň a po třech letech jako lesnický mládenec.

### Revírník na Nové Dědině
Roku 1837 byl jmenován revírníkem na Nové Dědině. Za rok se oženil s Antonií Koldinskou z Kvasic a spolu se přestěhovali do hájovny s číslem 61 na Nové Dědině. První syn Emil Heinrich se jim narodil v roce 1839, v roce 1840 dcera Marie a v roce 1842 syn Berthold Vincenc. Janova manželka Antonie však v březnu 1843 umřela a v roce 1845 i syn Berthold. Později se Jan oženil s Josefou, dcerou kvasického mlynáře Antonína Řemenovského, ale další děti už spolu neměli.
Jana Wundera potkal pracovní úraz, když mu při honu nevratně poškodil oko zbloudilý brok. Při své lesnické práci se soustředil na cílenou obnovu lesa pomocí smíšeného vysazování různých druhů dřevin do řádků.
Účelnost těžby dřeva podpořil rozdělením polesí na malá oddělení a pro usnadnění odvozu vytěženého dřeva sjednal vybudování silnice z Kvasic přes Novou Dědinu do Kostelan. Za svoje pracovní zásluhy získal v roce 1868 zlatý záslužný kříž.

### Chov včel
Od svých 16 let se začal starat o panská včelstva v Kvasicích a včelaření se pak stalo jeho celoživotní zálibou. Na Nové Dědině měl u lesa vybudovaný vlastní včelín se stovkou včelstev. Od roku 1835 používal v úlech trámky, na které připevňoval plástve. Pokrokovou stavbu Wunderova úlu i jeho rozměry převzal Včelařský spolek pro Moravu a Slezsko při navrhování „moravského spolkového stojanu“. Na první včelařské výstavě v Brně v roce 1850 vystavoval svoje „razítko“ základu včelí plástve. Za svůj přínos včelařství byl oceněn zlatou a stříbrnou medailí Hospodářské společnosti.

### Pěstování ovocných stromů
Wunder byl od roku 1861 členem Hospodářské jednoty Záhlinicko–Kvasické, ve které vedl oddělení pro včelařství a zahradnictví. V té době bylo podél cest velmi málo ovocných stromů a Hospodářská jednota se to rozhodla změnit vyhlašováním soutěže obcí o nejlepší stromořadí podél cest. Wunder na Nové Dědině založil ovocnářskou školku a díky němu se Nová Dědina a okolní obce proslavily pěstováním hrušek, jablek a zejména třešní. Narůstající počet škůdců ovocných stromů řešil Wunder péčí o ptáky, kterým nechával zhotovovat umělá hnízda.

### Konec života
Jan Wunder zemřel po třídenní nemoci 20. července 1889 ve stáří 78 let a pochován byl na hřbitově ve Kvasicích. Od roku 2007 ho připomínala pamětní deska na budově mateřské školy na Nové Dědině, ale při opravě fasády byla deska odstraněna.